# غرطر السهول
غرطر السهول (الاسم العلمي: Thamnophis radix) (بالإنجليزية: plains garter snake )‏ هو نوع من الزواحف يتبع جنس الغرطر من فصيلة الأحناش.